# 夏穗生
夏穗生（1924年4月19日—2019年4月16日），浙江余姚人，外科医生，中国器官移植学开创者。

## 生平
1924年4月生于浙江余姚，在上海读完高中后，就读于武汉同济医学院，之后在武汉同济医院担任外科医生。
1963年，美国人托马斯·斯塔尔玆成功实施全球首例女性肝移植手术，但未公开核心技术。1972年，夏穗生开始在狗身上实施原位肝移植手术后，五年间与同事完成了130例犬只肝移植手术。
1977年12月30日，夏穗生成功为一名罹患晚期肝癌的女性实施肝移植手术，不久后又在男性身上实施同类手术，该患者存活了创纪录的264天。
后来，他投入其他器官移植的研究，于1984年完成中国首例胰腺移植手术、1989年完成中国首例脾移植手术，1995年完成亚洲首例多个腹部器官移植手术。
夏穗生在同济医院创办了中国首个器官移植研究所，先后培养博士后1人、博士44人、硕士24人。
2019年4月16日，夏穗生在武汉病逝，享年94岁。按照他的遗愿，家属捐献了他的角膜，并向同济医院捐献100万医学研究款项。